# Stolnica v Exetru
Stolnica v Exetru, tudi stolna cerkev svetega Petra v Exetru, je anglikanska stolnica in sedež škofa Exetra v mestu Exeter, Devon, South West England. 
Sedanja stavba je bila končana okoli leta 1400 in ima več pomembnih elementov, kot je niz lesenih polic na zložljivih sedežih v koru imenovanih mizerikordija, astronomsko uro in najdaljši neprekinjen obokan strop v Angliji.

## Zgodovina
Ustanovitev stolnice v Exetru, posvečeno svetemu Petru, datira v leto 1050, ko je sedež škofa Devona in Cornwalla prenesen iz Creditona, ker so se bali napadov iz morja. Sasi so že imeli stolnico v mestu (posvečena je bila sv. Mariji in sv. Petru), ki jo je škof Leofric uporabljal kot svoj sedež, a so maše pogosto potekale na prostem, blizu mesta, kjer stoji sedanja stolnica. 
Leta 1107 je bil William Warelwast, nečak Viljema Osvajalca, imenovan za nadzor nad gradnjo nove stolnice v normanskem slogu. Njena uradna posvetitev je bila leta 1133, vendar je trajalo še več let da je bila dokončana. Po imenovanju Walterja Bronescomba kot škofa leta 1258 je bila stavba že priznana kot zastarela, saj je bil prezidana v dekorativnem gotskem slogu, po zgledu bližnje v Salisburyju. Se je pa velik del normanske stavbe ohranil, vključno z dvema masivnima kvadratnima stolpoma in delom obzidja. Stolnica je bila v celoti zgrajena iz lokalnega kamna, tudi Purbeck marmorja. Obnovljena stolnica je bila končana okoli leta 1400, razen kasneje dodane kapiteljske dvorane in kapel za izvajanje maš za pokojniki. 
Kot večina angleških stolnic, je tudi Exeterska utrpela padec ob razpustitvi samostanov, vendar ne toliko, kot bi, če bi bila samostanska cerkev. Nadaljnja škoda je bila povzročena v angleški državljanski vojni, ko so bili samostani uničeni. Po obnovi po naročilu Karla II., je John Loosemore zgradil nove orgle. Sestra Karla II., Henrietta Anne Angleška je bila tukaj leta 1644 krščena. V času viktorijanske dobe je nekaj prenov opravil George Gilbert Scott. 
Kot fant, je skladatelj Matthew Locke, pel v zboru pod Edwarda Gibbonsa, brata Orlanda Gibbonsa. Njegovo ime najdemo vpisano v kamniti orgelski del omare. 
4. maja 1942 je v letalskem napadu na Exeter, stolnica utrpela neposreden udarec z veliko močno eksplozivno bombo v kapeli svetega Jakoba, ki je bila popolnoma uničena, poleg nje pa še soba zgoraj, trije oboki stranske ladje in dva zunanja opornika. Srednjeveška lesena pregrada nasproti kapele je bila zdrobljena v več kosov, vendar je bila rekonstruirana in obnovljena. Veliko izmed najbolj pomembnih delov stolnice, kot so bili vitraži (vključno z velikim vzhodnim oknom), mizerikordiji, škofov prestol, knjiga Exetra, starodavne listine (kralja Ethelstana in Edvarda Spoznavalca) ter drugi dragoceni dokumenti iz knjižnice so bili odstranjeni v pričakovanju napadov. Dragocena podoba škofa Bronscombe je bila zaščitena z vrečami peska. Naknadna popravila in utrditve območja okoli zahodnega konca, so odkrila dele starejših struktur, vključno z ostanki rimskega mesta in prvotne normanske stolnice.

## Pomembne značilnosti
Pomembne značilnosti notranjosti so misericordi, pevska galerija, astronomska ura in orgle. Pomembne arhitekturne značilnosti notranjosti pa so multi-rebrasti stropovi in kompozicija stebrov v arkadah glavne ladje. 
18 m visok škofov prestol v koru je iz devonskega hrasta, narejen med letoma 1312 in 1316. Korne klopi je naredil George Gilbert Scott leta 1870. Vzhodno okno vsebuje veliko stekla iz 14. stoletja in več kot 400 stropnih sklepnikov, od katerih eden prikazuje umor  Thomasa Becketa. Sklepniki so na vrhovih obokanega stropa, kjer se združijo rebra. Ker nima centralnega stolpa, ima stolnica v Exetru najdaljši neprekinjen srednjeveški obokan strop na svetu, dolg približno 96 m.

### Mizerikordija
Petdeset mizerikordij je najzgodnejši komplet polic na kornih sedežih v Združenem kraljestvu.  Segajo v dve obdobji: 1220-1230 in 1250-1260. Med drugim prikazujejo najstarejšega znanega lesenega slona v Veliki Britaniji. Nenavadno za misericorde v tem obdobju, imajo podpornike.

### Pevska galerija
Pevska galerija v glavni ladji je iz okoli leta 1360 in je edinstvena v angleških stolnicah. Spredaj je okrašena s 12 izrezljanimi in poslikanimi angeli, ki igrajo na srednjeveška glasbila, vključno s kitaro, dudami, oboo, crwth, harfo, trobento, orglami, tamburinom in cimbale in dveh drugi neznani.

### Astronomska ura
Astronomska ura je ena od znanih astronomskih ur iz 14. - 16. stoletja, ki se nahajajo v Zahodni Angliji. Druge so v Wellsu, Ottery St. Mary in Wimborne Minster. 
Glavni, nižji in številčnica so najstarejši deli ure iz leta 1484. Fleur-de-lys (stilizirana lilija) označuje čas (in položaj sonca na nebu), na 24-urni analogni številčnici. Oštevilčenje je sestavljeno iz dveh sklopov rimskih številk I-XII. Srebrna krogla in notranja številčnica kažeta starost lune in njene faze (s pomočjo rotirajočega črnega ščita, ki označuje navedbo faze lune). Zgornja številčnica je bila dodana leta 1760, kaže minute. 
Latinska beseda Pereunt et Imputantur, najljubši moto za ure in sončne ure, je napisal latinski pesnik Martial. To se običajno prevaja kot "zginejo in se nam štejejo v naš račun," sklicujoč se na ure, ki smo jih porabili, pametno ali ne. Prvotni mehanizem so veliko spreminjati, popravljali in zamenjali, dokler se kaj dalo do začetka 20. stoletja, in ga je mogoče videti na tleh. Vrata pod uro imajo okroglo luknjo blizu baze. Ta je bila v začetku 17. stoletja narejena, da bi se omogočilo vstop mački da bi lovila miši, ki jih je privlačila živalska maščoba s katero so mazali urni mehanizem

### Knjižnica
Knjižnica je začela nastajati pod škofom Leofricom (1050-1072), ki je predstavil stolnico v 66 knjigah, le ena je ostala v knjižnici, to je Exeter Book (Exeter Cathedral Library MS 3501) v anglosaških verzih. 16 drugih ohranjenih je v Britanski knjižnici, Bodleianovi knjižnici ali knjižnici Univerze v Cambridgeu. Rokopis Rabanusa Mavra iz 10. stoletja De Computo in Izidora Seviljskega De Natura Rerum sta tudi pripadala Leofricu, vendar ne prej kot zapis o njem, ki je nastal pri popisu leta 1327. Popis, ki ga je pripravil pomočnik dekana William de Braileghe, je vseboval 230 naslovov. Opomba na koncu omenja še veliko drugih knjig v francoskem, angleškem jeziku in latinščini, ki so jih šteli kot brez vrednosti. Najlepši rokopis v knjižnici je Psalter (Ms 3508), verjetno napisan za cerkev sv. Helene v Worcesteru v začetku 13. stoletja.
Najzgodnejša tiskana knjiga v knjižnici je zastopana le z enim listom: to je Cicero De Officiis. (Mainz: Fust in Schoeffer, 1465-1466). Obstaja dobra zbirka zgodnjih medicinskih knjig, del je prišel leta 1948 iz medicinske knjižnice Exeter (ustanovljena 1814) in del na stalno posojilo od Royal Devon in bolnišnice Exeter (1300 enot, 1965).Katalog knjig stolnice iz leta 1506 ima v evidenci več kot 530 naslovov, od katerih več kot tretjina, so servisne knjižice. Leta 1566 sta dekan in kanonik predstavila nadškofu Matthewu Parkerju rokopis anglosaških evangelijev v katerih je bil imenovan škof Leofric, leta 1602 so predstavili 81 rokopisov iz knjižnice Sir Thomasa Bodleya za Bodleian Library v Oxfordu. Leta 1657 pod Commonwealthom, je bila stolnica prikrajšana za več pomožnih zgradb, vključno s čitalnici iz let 1412-1413. Nekatere knjige so izgubili, velik del od njih so bile shranjene zaradi prizadevanj dr Robert Vilvaine, ki jih je prenesel v bolnišnico St. John. Pozneje je bila Marijina kapela spremenjena v knjižnico in knjige so bile vložene nazaj. Leta 1752 je zbirka zrasla na približno 5000 enot, v veliki meri od donatorjev. Leta 1761 dekan Charles Lyttelton opisuje, da ima več kot 6000 knjig in nekaj dobrih rokopisov. On opisuje delo, ki je bilo opravljeno za popravilo in seznam vsebine rokopisov. V istem času so dokumente in evidence očistiti in se preselili v ustrezen arhivski prostor.
Leta 1820 je knjižnica preselila iz Marijine kapele v kapiteljsko dvorano. V kasnejšem 19. stoletju so prejeli dve veliki zbirki in nujno je bilo treba zgraditi novo stavbo za sprejem celotne knjižnice. Zbirke kanclerja Edwarda Haringtona in kanonika Frederica Charlesa Cooka je bilo skupaj več kot dvakrat več od obstoječe knjižnice. John Loughborough Pearson je bil arhitekt novega objekta na mestu starega samostana. V 20. stoletju so večji del knjižnice prenesli v prostore škofovske palače, preostanek pa je ostal v Pearsonovi knjižnici.

### Orgle
Orgle stojijo na veličastni srednjeveški korni pregradi, kar ohranja staro klasično delitev kora in ladje. Prve orgle je izdelal John Loosemore leta 1665. Radikalno jih je obnovil Henry Willis leta 1891 in spet družba Harrison & Harrison leta 1931. Največje cevi, nižje oktave od 32 ft Contra violone, stojijo znotraj južnega transepta. Orgle imajo enega od samo treh trompette militaire registrov (ostali so v Liverpoolski stolnici in londonski stolnici  Sv. Pavla), stojijo v pevski galeriji skupaj labialnimi cevmi.

## Nagrobniki
- Leofric (bishop), prvi Exetrski škof (1050–1072)
- Robert Warelwast, Exetrski škof (1138–1155)
- Bartholomew Iscanus, Exetrski škof  (1161–1184)
- John the Chanter, Exetrski škof  (1186–1191)
- Henry Marshal, Exetrski škof  (1194–1206)
- Simon of Apulia, Exeterski škof  (1214–1223)
- Walter Bronescombe, Exetrski škof  (1258–1280)
- Peter Quinel, Exetrski škof  (1280–1291)
- Henry de Bracton, English ecclesiastic and jurist
- Walter de Stapledon, Exetrski škof  (1308–1326)
- John Grandisson, Exetrski škof  (1327–1369)
- Hugh Courtenay, 2. grof Devonski (1303-1377) in žena Margaret de Bohun (d.1391)
- Thomas de Brantingham, lord zakladnik in Exetrski škof  (1370–1394)
- Sir Peter Courtenay (d.1405), 5. sin Hugha Courtenaya, 2. grofa Devonskega
- Edmund Stafford, čuvaj kraljevega pečata, kancler, baron Staffordski in Exetrski škof (1395–1419)
- Hugh Oldham, Exetrski škof  (1504–1519)
- William Alley, Exetrski škof  (1560–1571)
- William Bradbridge, Exeterski škof  (1571–1578)
- John Woolton, Exetrski škof  (1579–1594)
- Ofspring Blackall (1655-1716), Exetrski škof  (1708-1716) pokopan na južni strani kora v neoznačenem grobu
- John Ross (1719-1792), Exeterski škof  (1778-1792) pokopan v južni stranski ladji kora, označen s ploščatim nagrobnikom in napisom 'J. R., D.D., 1792.'
- Sir Gawen Carew
- Peter (Pierre) of Courtenay (1126-1183), mlajši sin Ludvika VI. Francoskega in njegove druge kraljice Adélaide de Maurienne.
- Sir Peter Carew (?1514–1575) ni pokopan v stolnici, v njej je le spomenik.

## Relikvije
Zabeleženo v misala iz 11. stoletja, da je kralj Ethelstan zbral veliko zbirko svetih relikvij v stolnici v Exetru. Pošiljal je odposlance z visokimi nagradami na celino, da bi jih pridobili. Med temi predmeti je bil majhen grm, v katerem je Gospod govoril Mojzesu in sveča s katero je Gospodov angel osvetljeval Kristusov grob. 

## Prostoživeče živali
Stenskega pajka Segestria Florentina, znanega po kovinsko zelenih čekanih, je mogoče najti v zunanjih stenah. Stene so iz apnenčaste kamnine, ki propada zaradi kislega onesnaženja, tvori razpoke, njih pa prebiva pajek in drugi nevretenčarji. .

## Slike
- Zahodna fasada
- Vzhodna fasada
- Še več sklepnikov
- Pevska galerija s figurami z raznimi inštrumenti